# Stadion Dinamo w Ufie
Stadion Dinamo – wielofunkcyjny stadion w Ufie, w Rosji. Został otwarty 6 maja 1934 roku. Może pomieścić 4500 widzów.
Stadion usytuowany jest na tzw. wzgórzu seminaryjnym, tuż obok budynku dawnego seminarium teologicznego mieszczącego obecnie ministerstwo przemysłu i innowacji Republiki Baszkortostanu. Bezpośrednio w miejscu obecnego stadionu dawniej znajdowało się pastwisko, następnie był tam park w którym mieściło się boisko. Na początku lat 30. XX wieku, na potrzeby towarzystwa sportowego Dinamo, które powstało w Ufie w 1925 roku, zdecydowano się przekształcić skromne boisko w stadion sportowy. Otwarcie nowego stadionu miało miejsce 6 maja 1934 roku. Obok stadionu powstały również korty tenisowe oraz strzelnica. Na obiekcie organizowano, poza meczami piłkarskimi, m.in. zawody lekkoatletyczne, łyżwiarskie, hokejowe, strzeleckie oraz motocyklowe. W latach 60. XX wieku część aktywności sportowych przeniosła się na stadiony „Trud” oraz „Stroitiel”. W latach 1995–2007 przeprowadzono na obiekcie prace modernizacyjne, m.in. powstała tartanowa bieżnia lekkoatletyczna i oświetlenie stadionu, obok wybudowano także, zaliczane w skład kompleksu stadionowego, kryty basen oraz halę sportową, w której swoje mecze rozgrywają siatkarze klubu Ural Ufa. W 2012 roku na stadionie zainstalowano sztuczną murawę. Do czasu przenosin w 2015 roku na wyremontowany stadion „Nieftianik”, na stadionie Dinamo swoje spotkania rozgrywali piłkarze klubu FK Ufa.